# Rhyacophila sierra
Rhyacophila sierra är en nattsländeart som beskrevs av Donald G. Denning 1968. Rhyacophila sierra ingår i släktet Rhyacophila och familjen rovnattsländor. Inga underarter finns listade i Catalogue of Life.